# Mai dire Mondiali FIFA
Mai dire Mondiali FIFA è stato un programma televisivo e radiofonico italiano, in onda su Mediaset Extra e Radio 105 dal 14 giugno 2018 al 15 luglio 2018 e dedicato al campionato mondiale di calcio 2018.

## Storia
In occasione del campionato mondiale di calcio 2018, la Gialappa's torna a commentare la manifestazione sportiva sulle reti Mediaset con lo stesso format utilizzato nelle precedenti edizioni sia in Rai che a Sky, oltre che in altre reti radiofoniche, ovvero con ospiti in studio, alcuni dei quali nativi e tifosi delle nazioni che si sfidano nella partita commentata.

## Descrizione
Il programma, condotto dalla Gialappa's Band, commenta in diretta le partite del campionato mondiale di calcio di Russia 2018; in studio sono presenti sia ospiti rappresentanti le nazioni che stanno giocando la partita, sia personaggi televisivi e sportivi italiani.
Tra gli ospiti fissi della trasmissione troviamo i due ex calciatori Francesco Graziani e Fulvio Collovati.

## Diffusione
Mai dire Mondiali viene trasmesso in contemporanea sulle frequenze di Mediaset Extra e di Radio 105.